# Maulévrier-Sainte-Gertrude
Maulévrier-Sainte-Gertrude ist eine französische Gemeinde mit 1052 Einwohnern (Stand: 1. Januar 2022) im Département Seine-Maritime in der Region Normandie. Die Gemeinde gehört zum Arrondissement Rouen und zum Kanton Port-Jérôme-sur-Seine (bis 2015: Kanton Caudebec-en-Caux). Die Einwohner werden Malépoariens genannt.

## Geografie
Maulévrier-Sainte-Gertrude liegt etwa 29 Kilometer westnordwestlich von Rouen. Umgeben wird Maulévrier-Sainte-Gertrude von den Nachbargemeinden Allouville-Bellefosse im Norden und Nordwesten, Louvetot im Norden, Saint-Wandrille-Rançon im Osten und Südosten, Caudebec-en-Caux im Süden, Saint-Arnoult im Süden und Südwesten, Saint-Gilles-de-Crétot im Westen sowie Bois-Himont im Nordwesten.

## Bevölkerungsentwicklung
| 1962                      | 1968 | 1975 | 1982 | 1990 | 1999 | 2006 | 2013 |
| ------------------------- | ---- | ---- | ---- | ---- | ---- | ---- | ---- |
| 572                       | 621  | 685  | 905  | 922  | 905  | 913  | 995  |
| Quelle: Cassini und INSEE |      |      |      |      |      |      |      |

## Sehenswürdigkeiten
- Kirche Sainte-Gertrude aus dem 16. Jahrhundert
- Kirche Saint-Léonard aus dem 11. Jahrhundert
- Donjon aus dem 13. Jahrhundert
- Reste einer früheren Burganlage
- Wassermühle

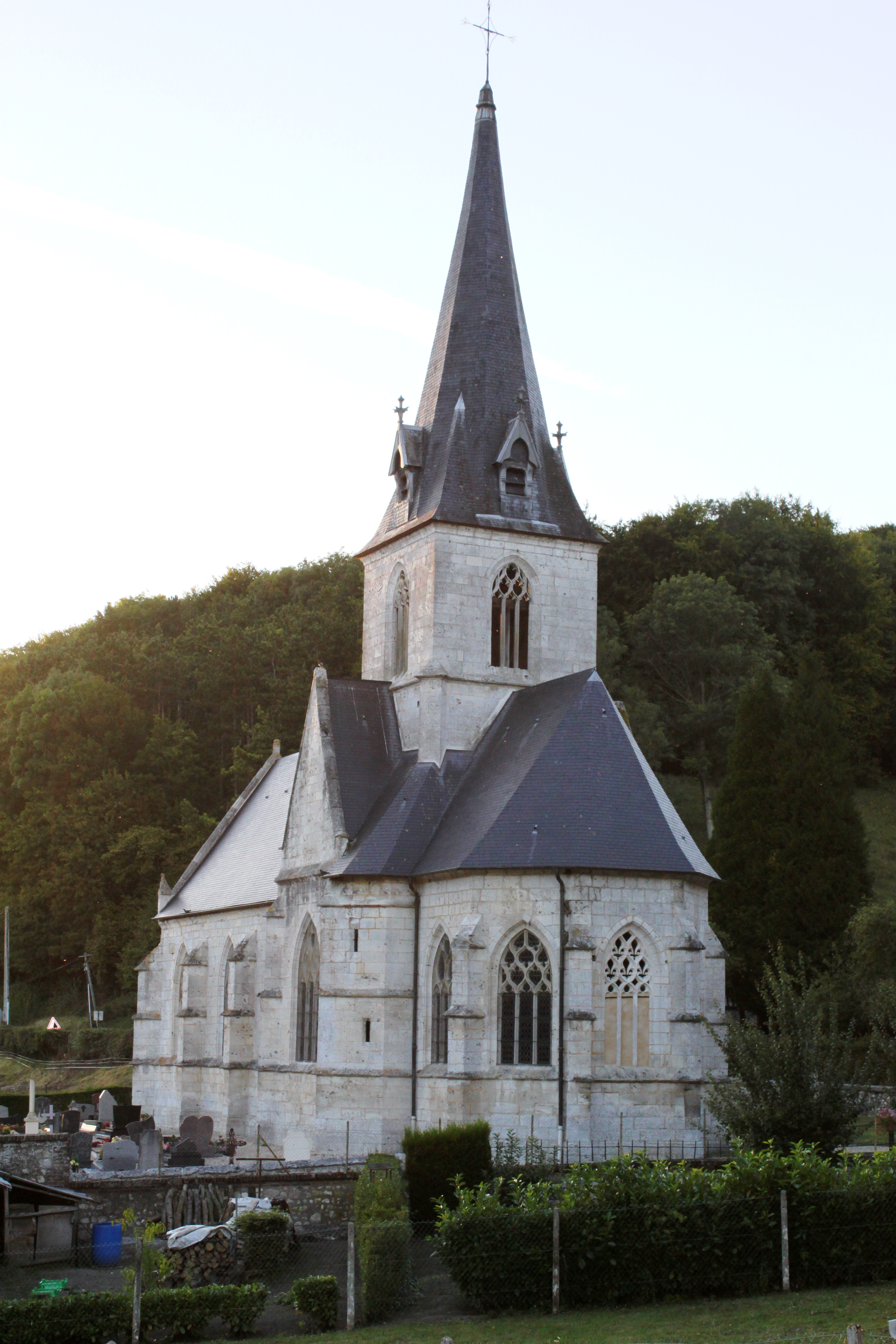
Kirche Sainte-Gertrude
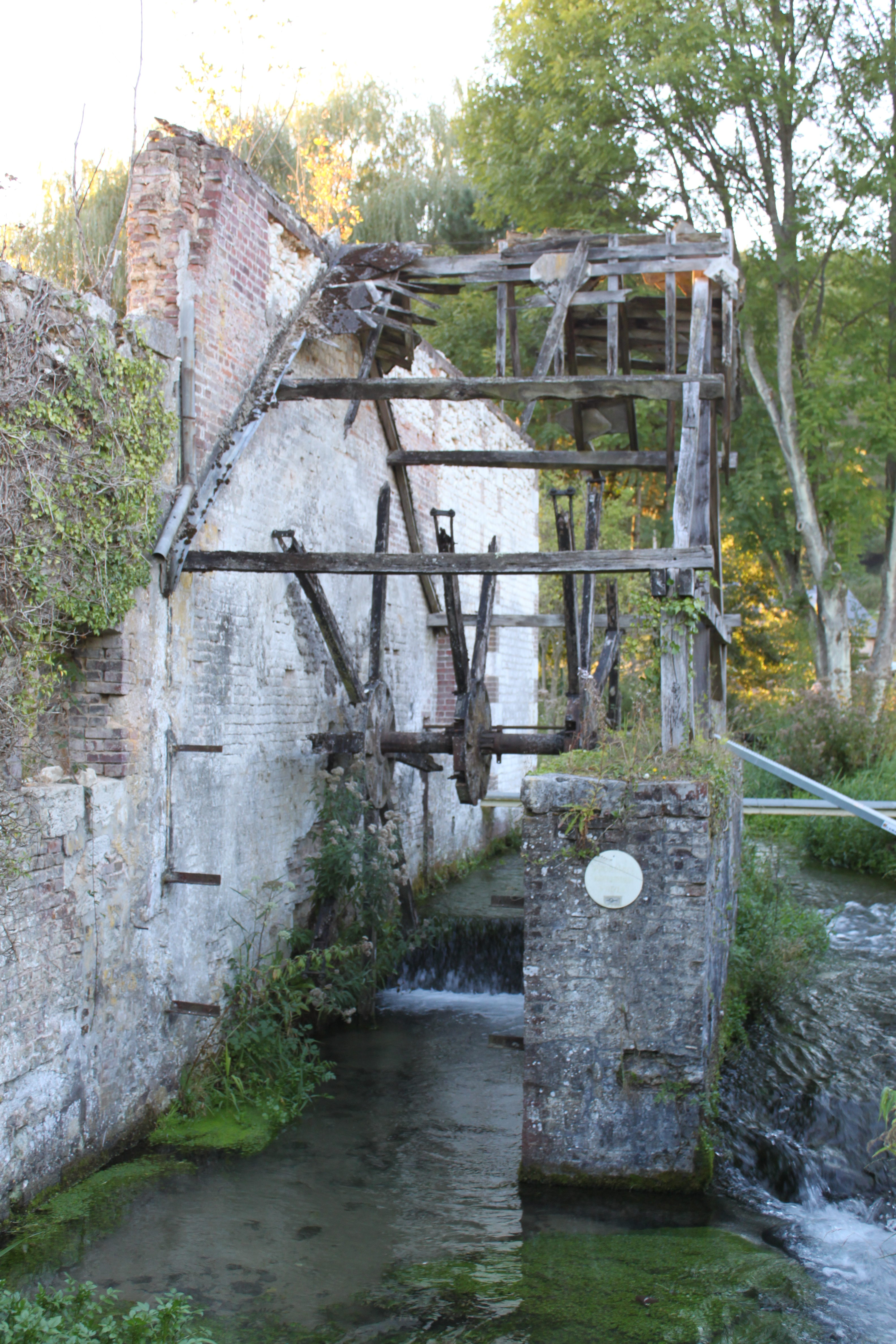
Wassermühle